# Campeonato Europeo de Judo de 1973
El XXI Campeonato Europeo de Judo se celebró en Madrid (España) entre el 11 y el 13 de mayo de 1973 bajo la organización de la Unión Europea de Judo (EJU) y la Real Federación Española de Judo. 
Las competiciones se realizaron en el Palacio de los Deportes de la capital española.

## Medallistas

### Masculino
| Evento            | Oro                         | Plata                       | Bronce                                                      |
| ----------------- | --------------------------- | --------------------------- | ----------------------------------------------------------- |
| –63 kg            | Serguei Melnichenko URSS    | Shengueli Pitsjelauri URSS  | Michel Algisi Francia Karl-Heinz Werner RDA                 |
| –70 kg            | Dietmar Hötger RDA          | Engelbert Dörbandt RFA      | Franco Novasconi · Italia · Vacinuff Morrison · Reino Unido |
| –80 kg            | Brian Jacks Reino Unido     | Guy Auffray Francia         | Bernd Look RDA Guram Gogolauri URSS                         |
| –93 kg            | Jean-Luc Rougé Francia      | David Starbrook Reino Unido | Yevgueni Solodujin URSS Amiran Muzayev URSS                 |
| +93 kg            | Santiago Ojeda Pérez España | Keith Remfry Reino Unido    | Peter Adelaar · Países Bajos · Dzhibilo Nizharadze · URSS   |
| Categoría abierta | Serguei Novikov URSS        | Shota Chochishvili URSS     | Dietmar Lorenz RDA Wolfgang Zuckschwerdt RDA                |

## Medallero
| Núm. | País         | Oro | Plata | Bronce | Total |
| ---- | ------------ | --- | ----- | ------ | ----- |
| 1    | URSS         | 2   | 2     | 4      | 8     |
| 2    | Reino Unido  | 1   | 2     | 1      | 4     |
| 3    | Francia      | 1   | 1     | 1      | 3     |
| 4    | RDA          | 1   | 0     | 4      | 5     |
| 5    | España       | 1   | 0     | 0      | 1     |
| 6    | RFA          | 0   | 1     | 0      | 1     |
| 7    | Italia       | 0   | 0     | 1      | 1     |
| 7    | Países Bajos | 0   | 0     | 1      | 1     |
|      | TOTAL        | 6   | 6     | 12     | 24    |